# Essendon Brook
Der Essendon Brook ist ein Wasserlauf in Hertfordshire, England. Er entsteht als Wildhill Brook aus zwei kurzen Zuflüssen südwestlich von Essendon. Er fließt in nördlicher Richtung und mündet südlich von Welwyn Garden City in den River Lea.